# Rouleina danae
Rouleina danae är en fiskart som beskrevs av Parr, 1951. Rouleina danae ingår i släktet Rouleina och familjen Alepocephalidae. Inga underarter finns listade i Catalogue of Life.